# Лагунітас-Форест-Ноллс (Каліфорнія)
Лагунітас-Форест-Ноллс (англ. Lagunitas-Forest Knolls) — переписна місцевість (CDP) в США, в окрузі Марін штату Каліфорнія. Населення — 1924 особи (2020).

## Географія
Лагунітас-Форест-Ноллс розташований за координатами 38°1′5″ пн. ш. 122°41′29″ зх. д. / 38.01806° пн. ш. 122.69139° зх. д. (38.018025, -122.691301).  За даними Бюро перепису населення США в 2010 році переписна місцевість мала площу 11,00 км², уся площа — суходіл.

## Демографія
Згідно з переписом 2010 року, у переписній місцевості мешкало 1819 осіб у 817 домогосподарствах у складі 480 родин. Густота населення становила 165 осіб/км².  Було 897 помешкань (82/км²).
Расовий склад населення:
| - 91,1 % — білих - 1,4 % — чорних або афроамериканців - 0,6 % — корінних американців - 0,6 % — азіатів - 0,1 % — вихідців з тихоокеанських островів - 2,4 % — осіб інших рас |

До двох чи більше рас належало 3,8 %. Частка іспаномовних становила 7,3 % від усіх жителів.
За віковим діапазоном населення розподілялося таким чином: 18,8 % — особи молодші 18 років, 68,2 % — особи у віці 18—64 років, 13,0 % — особи у віці 65 років та старші. Медіана віку мешканця становила 48,9 року. На 100 осіб жіночої статі у переписній місцевості припадало 94,8 чоловіків;  на 100 жінок у віці від 18 років та старших — 97,5 чоловіків також старших 18 років.
Середній дохід на одне домашнє господарство  становив 92 140 доларів США (медіана — 73 616), а середній дохід на одну сім'ю — 108 559 доларів (медіана — 95 560). Медіана доходів становила 58 958 доларів для чоловіків та 47 283 долари для жінок. За межею бідності перебувало 2,7 % осіб, у тому числі 0,0 % дітей у віці до 18 років та 0,0 % осіб у віці 65 років та старших.
Цивільне працевлаштоване населення становило 915 осіб. Основні галузі зайнятості: освіта, охорона здоров'я та соціальна допомога — 26,9 %, науковці, спеціалісти, менеджери — 16,7 %, мистецтво, розваги та відпочинок — 12,8 %, будівництво — 12,0 %.